# La estigmatización de san Francisco (El Greco, etapa italiana)
La estigmatización de san Francisco, o San Francisco recibiendo los estigmas es un tema que el Greco pintó dos veces durante su etapa italiana, siendo dos de las primeras obras unánimemente atribuidas a este artista.

## Introducción
El tema de san Francisco de Asís —en varias versiones— es el más abundante en la producción del Greco, saliendo de su taller un centenar de cuadros, de los cuales solo unos veinticinco son considerados autógrafos del maestro. Estas dos tablas realizadas en Venecia son las primeras obras de esta extensa serie.

## Análisis de la obra

### Versión de Ginebra

#### Datos técnicos y registrales
- Colección privada (Ginebra)
- Pintura al temple sobre tabla; 29 x 21 cm;
- Fecha de realización:1560 ca.; antes de 1570, según Gudiol;
- Firmado con letras griegas mayúsculas, en la parte inferior izquierda: ΔΟΜHΝΙΚΟΣ ΘΕΟΤΟΚOΠΟYΛΟΣ E´ΠΟIΕΙ;[3]
- Catalogado por Wethey con el número 208 en su catálogo razonado de obras del Greco, por Gudiol con el número 10[4] y por Tiziana Frati con el 7-b;

Tanto la figura del hermano Leo como el paisaje son casi iguales —aunque invertidos— a los de un dibujo de Tiziano para una xilografía de Niccolò Boldrini. Actualmente casi no se distinguen un crucifijo en el cielo, ni los rayos que proyecta hacia san Francisco.
Esta obra tiene un cierto aire de fantasía, a pesar de su realismo. La figura de san Francisco está representada de una forma más dramática que mística, y el Greco muestra su capacidad para pintar paisajes correctos, alternando volúmenes y zonas vacías para dar la impresión de lejanía.

### Procedencia
- Pedro Salazar de Mendoza, Toledo. (quizás el Greco trajera esta obra consigo desde Italia)

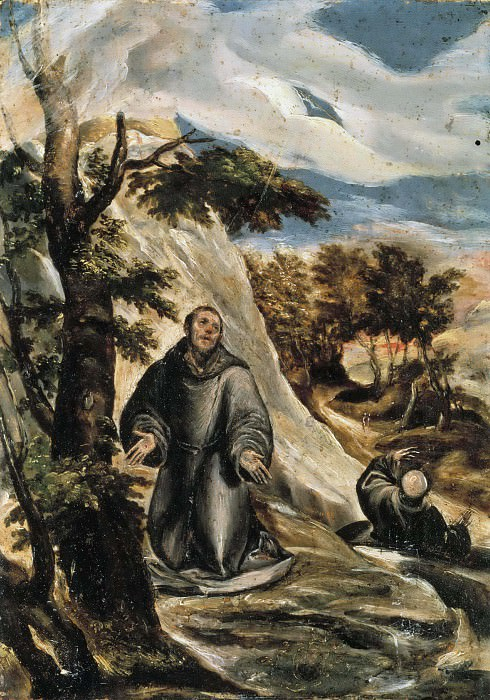
Versión del Museo Nacional de Capodimonte

- Colección Nardiz, Bilbao.
- Ignacio Zuloaga, París.[7]

### Versión de Nápoles

#### Datos técnicos y registrales
- Museo Nacional de Capodimonte (Nápoles)
- Pintura al temple sobre tabla; 29 x 20 cm;
- Fecha de realización:1560 ca.; antes de 1570, según Gudiol;
- Firmado con pequeñísimas letras griegas mayúsculas, en la parte inferior izquierda, en la base del árbol: ΔΟΜHΝΙΚΟΣ ΘΕΟΤΟΚOΠΟYΛΟΣ E`ΠΟIΕΙ;[8]
- En la parte posterior figuran el nombre de Monsignor degli Oddi y un escudo, seguramente añadido en el siglo XVII.[7]
- Catalogado por Wethey con el número 209, por Gudiol con el número 11, y por Tiziana Frati con el 7-a;[9]

Las medidas son casi las mismas que las de la otra versión, pero el paisaje y las figuras difieren. Las rocas, el hábito del santo y las nubes, producen un efecto general intensamente gris, mientras que los retazos de cielo son de color azul oscuro. Un pequeño crucifijo entre las nubes proyecta débiles rayos de luz hacia san Francisco. Tanto los árboles —de color marrón— como la obra en su conjunto, son de una calidad artística inferior a la versión de Ginebra.

### Procedencia
- Monsignor degli Oddi, Perugia;
- María Antonieta Pagliara, Nápoles (fis en 1947)[11]